# Coupe d'Afrique du Nord de football
 (juillet 2024).
- Si vous ne connaissez pas le sujet, laissez ce bandeau (vous pouvez alors contacter les auteurs).
- Si vous supprimez le contenu mis en cause (vous pouvez préalablement contacter les auteurs),

argumentez précisément cette suppression dans la page de discussion
(un manque de référence n'est pas un argument ; une recherche réelle de référence doit avoir été effectuée, être formellement documentée).
La Coupe d'Afrique du Nord est une ancienne compétition de football qui avait lieu chaque année en Afrique du Nord de 1930 à 1956 sous l'égide de l'Union des ligues nord-africaines de football.
Elle oppose en début de saison les vainqueurs des coupes (et les équipes qualifiés aux éliminatoires) nord-africains pour désigner le vainqueur d'Afrique du Nord. Elle disparaît au terme de l'édition 1955/1956.

## Histoire

### Création et organisation
Créée en 1930 afin de célébrer le centenaire de l'Algérie française. Crée et organisée par l'Union des ligues nord-africaines de football, cette compétition qui connut un immense succès populaire avait l'habitude de rassemblait les vainqueurs, finalistes et les équipes qualifiés du dernier tour dans les cinq coupes locaux nord-africaines de football (Coupe du Maroc de football pour le Maroc, Coupe de Tunisie de football pour la Tunisie, Coupe Forconi de football pour Alger, etc.).

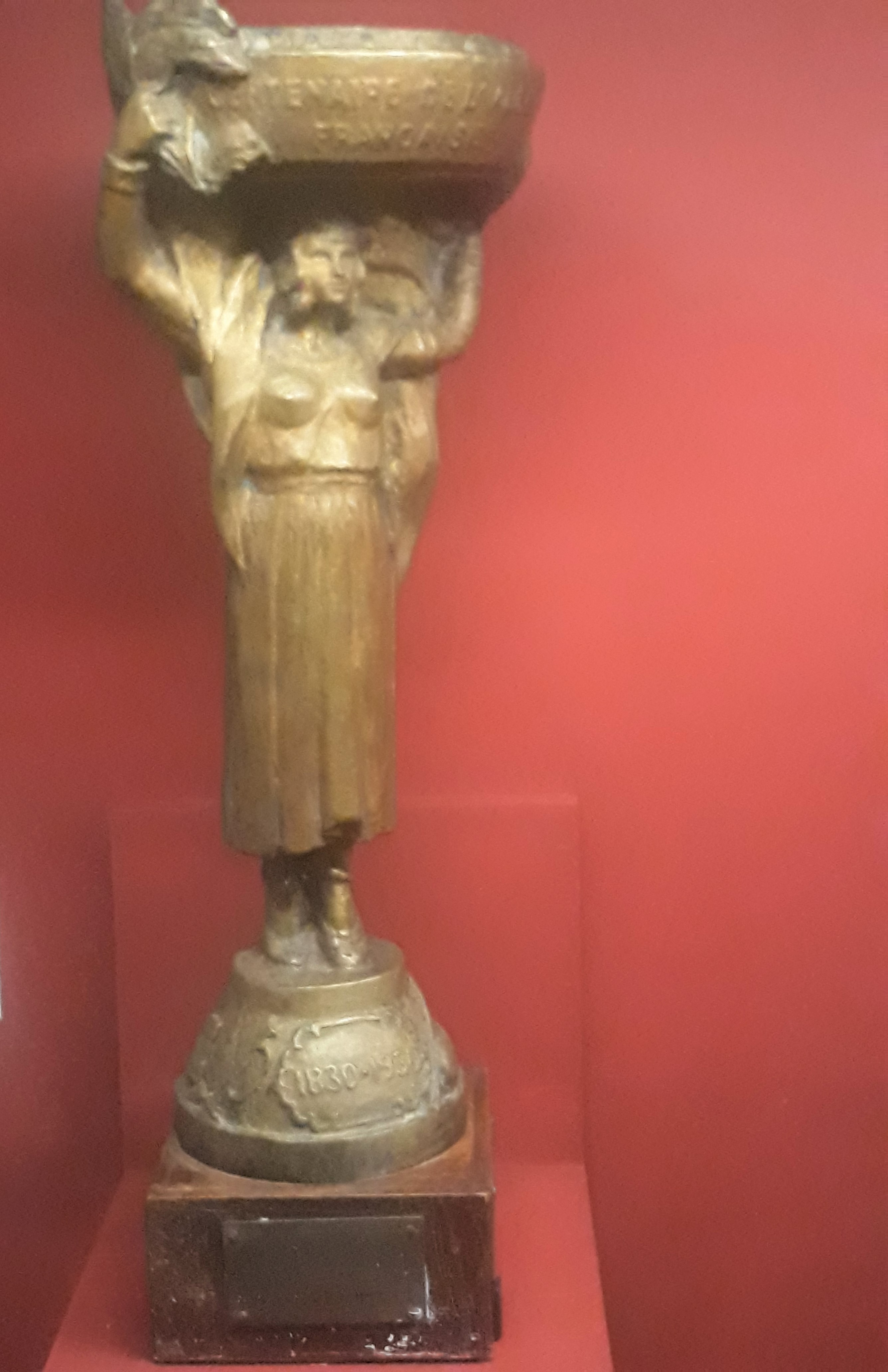
Trophée de la compétition, présenté lors de la l’exposition temporaire intitulé "Foot et monde arabe", à l'institut du monde arabe, à Paris.

Le tenant du titre avait le droit de défendre son dû et pouvait être accompagné soit du finaliste de l'épreuve écoulée dans la coupe locale si jamais il gagnait de nouveau ce trophée, soit par le vainqueur si ce n'était pas lui. À noter également que les participants qui avaient aussi des échéances dans les compétitions de leurs compétitions respectives se voyaient faciliter la tâche avec comme privilège de sauter des tours intermédiaires dans les coupes locaux, ou bien des reports dans des journées de championnats.

### Faits marquants et disparition
De l'année 1930 à l'année 1956, il y eut vingt éditions; des vingt finales de cette compétition, une seule ne sera pas jouée à cause d'un évènement très important. Jusqu'au 13 mai 1956, les compétitions de football aussi bien en Algérie que dans le reste du Maghreb se déroulèrent le plus normalement du monde, malgré l'atmosphère menaçante qu'avait provoqué le FLN en déclenchant deux ans auparavant, la Guerre d'Algérie(Guerre de Libération National), le 1er novembre 1954. Un événement important survint peu avant la finale de la Coupe d'Afrique du Nord de football où les deux clubs de Sidi-Bel-Abbès, le Sporting Club Bel-Abbès (club colon) et l'Union Sportive Medinat Bel-Abbès (club musulman) devaient s'affronter; l'USM Bel-Abbès formula des réserves à l'encontre du joueur Hubert Gros, capitaine du SC Bel-Abbès, car il était sous le coup d'une suspension pour la finale. Le SC Bel-Abbès mit la pression sur la Ligue d'Oran qui décida à la surprise générale de qualifier pour la rencontre le capitaine du SCBA. Devant cette incompréhension, les usémistes qui vécurent la décision comme une injustice déclarèrent forfait, déclenchant une vague de protestation tant dans l'Oranie que dans le reste de l'Afrique du Nord. Le FLN saisit alors cette opportunité et lança un appel solennel qui était de boycotter toutes les compétitions sportives en signe de protestation. De ce fait, toutes les associations sportives musulmanes algériennes décidèrent de se saborder et restèrent inactives jusqu'à l'Indépendance de l'Algérie.

### Résultats et statistiques
Entre les années 1931 et 1956, vingt éditions de cette compétition se sont déroulées. Néanmoins, le trophée ne fut attribué qu'à dix-neuf reprises car la dernière finale ne fut pas jouée. Le premier club vainqueur fut le Club des Joyeusetés, basé à Oran. Lors de l'édition 1931 cette équipe s'impose face au GS Alger, basé à Alger, sur le score d'un but à zéro. Le dernier club vainqueur est le Sporting Club Bel-Abbès, basé à Sidi Bel-Abbès, mais appartenant lui aussi à la ligue d'Oran. Cette équipe s'impose lors de l'édition 1955 lui aussi face au GS Alger, sur le score de cinq buts à trois. Ce club n'aura pas l'occasion de défendre son titre face au rival de l'Union Sportive Médinat Bel-Abbès, l'année suivante en raison de la non tenue de cette finale.
Les clubs de la ligue du Maroc restèrent les plus performants dans cette compétition avec sept titres obtenus dont six consécutivement entre les années 1938 à 1949, après avoir perdu dix finales dont cinq consécutives de 1932 à 1936. D'ailleurs, la compétition connut même quatre finales entre deux clubs marocains, l'Union sportive marocaine de Casablanca fut l'équipe qui disputa le plus grand nombre de finale. Soit six finales qui sont quatre défaites consécutives face au Club des Joyeusetés de 1933 à 1935 et face à l'Italia de Tunis en 1936; pour deux victoires en 1947 face à l'Olympique Hussein-Dey et 1953 face au Wydad AC.
Les clubs de la ligue d'Oran s'illustrèrent également avec sept titres obtenus dont quatre pour le Club des Joyeusetés, deux pour le Sporting Club Bel-Abbès et un pour l'USCC Témouchent. Si les clubs obtiennent sept titres, ils s'inclinent également à trois reprises en finale dont une lors d'une confrontation entre deux clubs oranais. La finale de l'édition 1956 qui ne fut pas disputée aurait opposé là aussi deux clubs du département d'Oran, soit l'Union Sportive Médinat Bel-Abbès et le Sporting Club Bel-Abbès, qui aurait permis d'offrir à la ligue d'Oran, un huitième titre.
Les clubs de la ligue d'Alger réalisèrent aussi de bons résultats avec quatre titres obtenus dont deux pour le Racing Universitaire d'Alger en 1932 et 1937, un pour l'Association sportive saint-eugénoise en 1950 et un pour le Football Club Blidéen en 1952. La ligue d'Alger connut également la défaite puisque ses clubs s'inclinèrent à six reprises dont quatre pour la seule équipe du GS Alger. Également deux finales de la compétition opposèrent deux clubs de la même ligue.
La seule victoire d'un club tunisien se déroula en 1936 lors de la victoire de l'Italia de Tunis. Ce sera également la seule participation pour un club de la ligue de Tunisie et la seule performance notable à ce niveau.
Les performances des clubs de la ligue de Constantine sont quasi inexistantes. Aucun club ne parvient en finale, les meilleurs résultats possibles sont des participations en demi-finale lors des éditions 1934 pour la JS Guelma, 1937 pour la JAC Bône, 1952 pour l'IS Mostaganem, 1953 pour le MO Constantine et 1954 pour l'ESFM Guelma.

## Palmarès

### Palmarès par édition
| N° | Édition        | Vainqueur                                                 | Score                                                     | Finaliste                                                 |
| -- | -------------- | --------------------------------------------------------- | --------------------------------------------------------- | --------------------------------------------------------- |
| 1  | 1930-1931      | CDJ Oran                                                  | 1 - 0                                                     | GS Alger                                                  |
| 2  | 1931-1932      | RU Alger                                                  | 2 - 1                                                     | US Marocaine                                              |
| 3  | 1932-1933      | CDJ Oran                                                  | 2 - 1                                                     | US Marocaine                                              |
| 4  | 1933-1934      | CDJ Oran                                                  | 2 - 0                                                     | US Marocaine                                              |
| 5  | 1934-1935      | CDJ Oran                                                  | 4 - 2                                                     | US Marocaine                                              |
| 6  | 1935-1936      | Italia de Tunis                                           | 1 - 0                                                     | OM Ribati                                                 |
| 7  | 1936-1937      | RU Alger                                                  | 2 - 0                                                     | GS Alger                                                  |
| 8  | 1937-1938      | OM Ribati                                                 | 1 - 0                                                     | GS Alger                                                  |
| 9  | 1938-1939      | SA Marrakech                                              | 2 - 0                                                     | SM Rabat                                                  |
|    | 1939-1940      | compétition arrêter à cause de la Seconde Guerre mondiale | compétition arrêter à cause de la Seconde Guerre mondiale | compétition arrêter à cause de la Seconde Guerre mondiale |
| 10 | 1940-1941      | AS Marine d'Oran                                          | 3 - 0                                                     | RU Alger                                                  |
| 11 | 1941-1942      | SA Marrakech                                              | 1 - 0                                                     | CDJ Oran                                                  |
|    | de 1942 à 1946 | compétition arrêter à cause de la Seconde Guerre mondiale | compétition arrêter à cause de la Seconde Guerre mondiale | compétition arrêter à cause de la Seconde Guerre mondiale |
| 12 | 1946-1947      | US Marocaine                                              | 2 - 1                                                     | O Hussein-Dey                                             |
| 13 | 1947-1948      | US Casablanca                                             | 6 - 0                                                     | AS Saint-Eugène                                           |
| 14 | 1948-1949      | Wydad AC                                                  | 2 - 1                                                     | US Casablanca                                             |
| 15 | 1949-1950      | AS Saint-Eugène                                           | 4 - 3                                                     | SC Bel Abbès                                              |
| 16 | 1950-1951      | SC Bel Abbès                                              | 1 - 0                                                     | Wydad AC                                                  |
| 17 | 1951-1952      | FC Blida                                                  | 3 - 1                                                     | RA Casablanca                                             |
| 18 | 1952-1953      | US Marocaine                                              | 0 - 0 2 - 0                                               | Wydad AC                                                  |
| 19 | 1953-1954      | USCC Témouchent                                           | 1 - 0                                                     | USM Oran                                                  |
| 20 | 1954-1955      | SC Bel Abbès                                              | 5 - 2                                                     | GS Alger                                                  |
| 21 | 1955-1956      | SC Bel Abbès                                              | Non disputée                                              | USM Bel Abbès                                             |

### Palmarès par club
| #  | Club                  | Vainqueur | Finaliste | Années de victoire       |
| -- | --------------------- | --------- | --------- | ------------------------ |
| 01 | CDJ Oran              | 4         | 1         | 1931, 1933, 1934 et 1935 |
| 02 | US Marocaine          | 2         | 4         | 1947 et 1953             |
| 03 | SC Bel Abbès          | 2         | 1         | 1951 et 1955             |
| 04 | RU Alger              | 2         | 0         | 1932 et 1937             |
| 05 | SA Marrakech          | 2         | 0         | 1939 et 1942             |
| 06 | Wydad AC              | 1         | 2         | 1949                     |
| 07 | OM Rabat              | 1         | 1         | 1938                     |
| 08 | US Casablanca         | 1         | 1         | 1948                     |
| 09 | AS Saint-Eugène       | 1         | 1         | 1950                     |
| 10 | Italia de Tunis       | 1         | 0         | 1936                     |
| 11 | AS Marine d'Oran      | 1         | 0         | 1941                     |
| 12 | FC Blida              | 1         | 0         | 1952                     |
| 13 | USCC Témouchent       | 1         | 0         | 1954                     |
| 14 | Gallia Sports d'Alger | 0         | 4         | -                        |
| 15 | SM Rabat              | 0         | 1         | -                        |
| 16 | OH Dey                | 0         | 1         | -                        |
| 17 | RA Casablanca         | 0         | 1         | -                        |
| 18 | USM Oran              | 0         | 1         | -                        |
| 19 | USM Bel-Abbès         | 0         | 1         | -                        |

### Palmarès par nation
| # | Nations     | Vainqueurs | Finalistes | Clubs vainqueurs                                                                   |
| - | ----------- | ---------- | ---------- | ---------------------------------------------------------------------------------- |
| 1 | Oranie      | 8          | 3          | CDJ Oran (4), SC Bel-Abbès (2), ASM Oran (1), USSC Témouchent (1).                 |
| 2 | Maroc       | 7          | 10         | US Marocaine (2), SA Marrakech (2), Wydad AC (1), OM Rabat (1), US Athlétique (1). |
| 3 | Alger       | 4          | 7          | RU Alger (2), ASS Eugène (1), FC Blida (1).                                        |
| 4 | Tunisie     | 1          | 0          | CI Tunis (1).                                                                      |
| 5 | Constantine | 0          | 0          | Néant                                                                              |